# Spinicrus minimus
Spinicrus minimus is een hooiwagen uit de familie Monoscutidae.